# Sterne voyageuse
Thalasseus bengalensis
Espèce
Statut de conservation UICN

 LC  : Préoccupation mineure

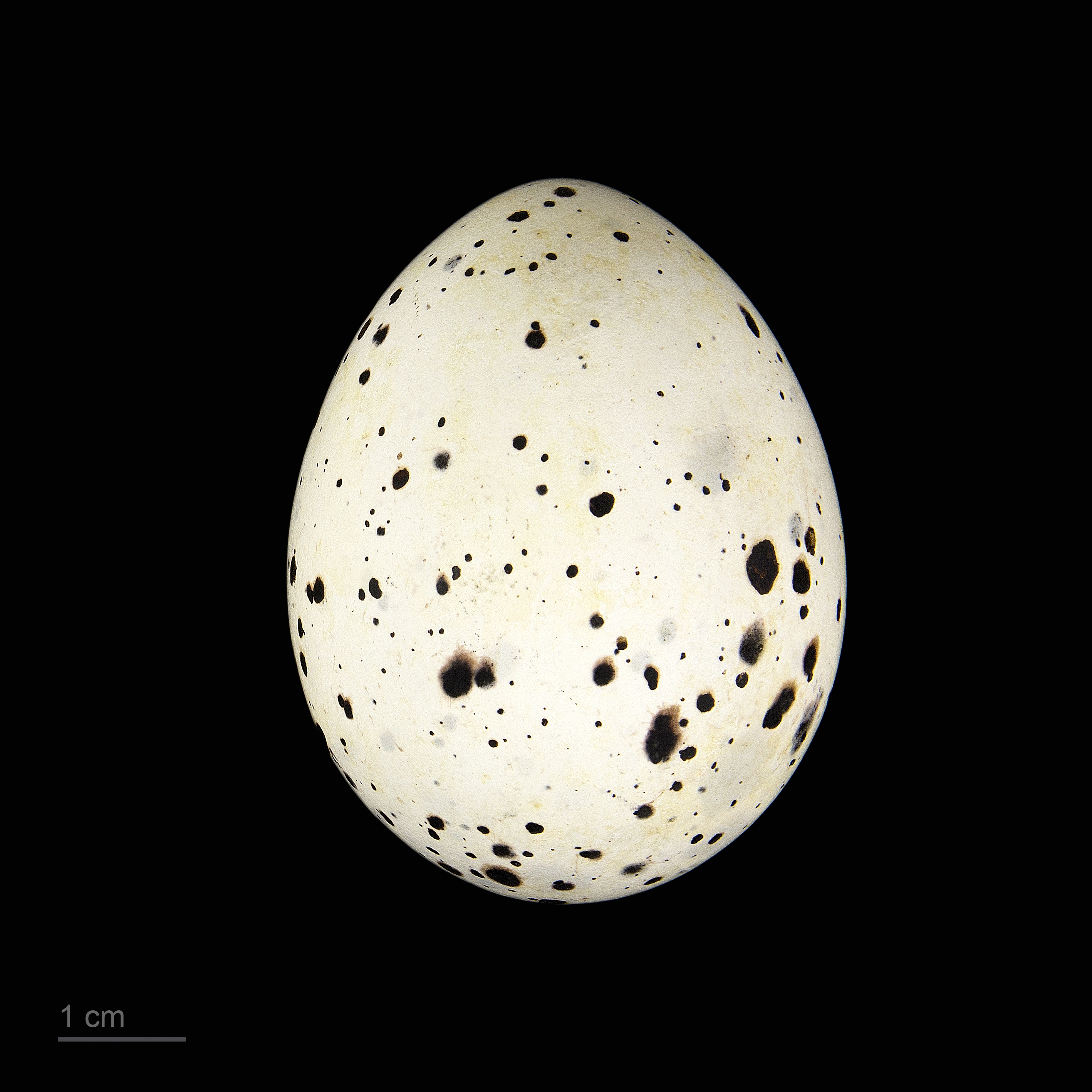
Œuf de Thalasseus bengalensis - Muséum de Toulouse

La Sterne voyageuse (Thalasseus bengalensis) ou Sterne du Bengale, est une espèce d'oiseau de la famille des laridés. Les dernières études phylogéniques la placent dorénavant dans le genre Thalasseus.

## Répartition et sous-espèces
D'après la classification de référence (version 14.1, 2024) de l'Union internationale des ornithologues, la Sterne voyageuse possède 3 sous-espèces (ordre philogénique) :
- Thalasseus bengalensis emigratus (Neumann, 1934) — Libye ; hiverne jusqu'en Afrique de l'Ouest ;
- Thalasseus bengalensis bengalensis (Lesson, RP, 1831) — de la mer Rouge au Pakistan ; hiverne jusqu'en Afrique australe ;
- Thalasseus bengalensis torresii Gould, 1843 — golfe persique, Célèbes et côte nord de l'Australie ; hiverne à travers l'écozone indomalaise.